# Modryń-Kolonia
Modryń-Kolonia (prononciation : [ˈmɔdrɨɲ kɔˈlɔɲa]) est un village polonais de la gmina de Mircze dans le powiat de Hrubieszów de la voïvodie de Lublin dans l'est de la Pologne, à la frontière avec l'Ukraine.
Il se situe à environ 4 kilomètres au nord-ooest de Mircze (siège de la gmina), 17 kilomètres au sud de Hrubieszów (siège du powiat) et 112 kilomètres au sud-est de Lublin (capitale de la voïvodie).
Le village comptait approximativement une population de 400 habitants en 2007.

## Histoire
De 1975 à 1998, le village est attaché administrativement à la voïvodie de Zamość.

Depuis 1999, il fait partie de la voïvodie de Lublin.